# ستوان یکم (ایالات متحده)
ستوان یکم (انگلیسی: First lieutenant) یک درجه نظامی افسری در بسیاری از نیروهای مسلح جهان است. درجه ستوانی در تشکیلات مختلف نظامی معانی مختلفی دارد، اما در اغلب نیروها به درجه ارشد (ستوان یکم) و درجه دوم (ستوان دوم) تقسیم می‌شود. رتبه معادل ناتو برای افسران نیروی زمینی درجه OF-1 است.